# Angola aux Jeux paralympiques d'été de 2024
L'Angola participe aux Jeux paralympiques d'été de 2024 à Paris du 28 août au 8 septembre 2024. Il s'agit de sa 8e participation à des Jeux paralympiques d'été.
La délégation angolaise, représentée par deux athlètes, ne remporte aucune médaille durant ces Jeux paralympiques. 

## Délégation
La délégation angolaise est composée de 2 athlètes et 1 guide.
Voici la liste des qualifiés et sélectionnés angolais par sport :
| Sport      | Hommes | Femmes | Total |
| ---------- | ------ | ------ | ----- |
| Athlétisme | 1      | 1      | 2     |
| Total      | 1      | 1      | 2     |

## Sports

### Athlétisme

#### Hommes
| Athlètes      | Épreuve   | Série   | Série | Demi-finales | Demi-finales | Finale  | Finale  |
| Athlètes      | Épreuve   | Temps   | Rang  | Temps        | Rang         | Temps   | Rang    |
| ------------- | --------- | ------- | ----- | ------------ | ------------ | ------- | ------- |
| Sabino Benbua | 400 m T47 | 53 s 30 | 7e    | Non disputé  | Non disputé  | Éliminé | Éliminé |

#### Femmes
| Athlètes                           | Épreuve   | Série        | Série | Demi-finales | Demi-finales | Finale  | Finale  |
| Athlètes                           | Épreuve   | Temps        | Rang  | Temps        | Rang         | Temps   | Rang    |
| ---------------------------------- | --------- | ------------ | ----- | ------------ | ------------ | ------- | ------- |
| Juliana Moko guide : Abraão Sapalo | 100 m T11 | 12 s 51      | 2e    | 12 s 56      | 4e           | Éliminé | Éliminé |
| Juliana Moko guide : Abraão Sapalo | 200 m T11 | 26 s 28      | 4e    | Éliminé      | Éliminé      | Éliminé | Éliminé |
| Juliana Moko guide : Abraão Sapalo | 400 m T11 | 1 min 3 s 78 | 2e    | 1 min 1 s 69 | 3e           | Éliminé | Éliminé |